# Adam Ignacy Komorowski
Adam Ignacy Komorowski herbu Korczak (ur. 24 maja 1699 roku w Czyżowicach w ziemi chełmińskiej, zm. 2 marca 1759 roku w Skierniewicach) – arcybiskup gnieźnieński, prymas Polski, prepozyt krakowskiej kapituły katedralnej w latach 1737–1749, kanclerz kapituły katedralnej krakowskiej w latach 1724–1737, archidiakon kapituły kolegiackiej sądeckiej w latach 1729–1736, prepozyt kapituły kolegiackiej św. Michała na Zamku Wawelskim w latach 1743–1749, kanonik kapituły kolegiackiej tarnowskiej prebendy pw. Rozesłania Apostołów do 1749 roku, prepozyt kapituły kolegiackiej pilickiej w latach 1733–1749, kanonik kapituły kolegiackiej pilickiej prebendy pw. Jana Chrzciciela do 1726 roku, homiletyk.

## Życiorys
Studia z zakresu teologii i filozofii odbywał w kolegiach jezuickich w Krakowie i we Wrocławiu. Doktorat obojga praw uzyskał w Rzymie 19 października 1723 roku. Święcenia kapłańskie przyjął 3 września 1724 roku. Zwolennik Augusta III. W 1739 wydał w Warszawie dzieło Obrona stanu duchownego przeciw zarzutom stanu świeckiego. W 1748 mianowany arcybiskupem gnieźnieńskim, co wywołało protesty szlachty. W 1749 otrzymał Order Orła Białego. Zamieszkał w Skierniewicach, organizując tam dwór prymasowski. Na sejmie 1752 występował za zwiększeniem liczby wojska, proponował zwiększenie dochodów skarbu państwowego przez sprzedaż urzędów, wprowadzenie cła generalnego 3% od szlachty i 6% od mieszczaństwa, zwiększenie opodatkowania Żydów, reformę mennicy. Był stronnikiem familii Czartoryskich. W czasie wojny siedmioletniej, gdy w 1756 August III został uwięziony przez Prusaków, wyjednał jego uwolnienie. W 1758 popierał Karola Krystiana syna Augusta III w jego staraniach o księstwo kurlandzkie.
Pochowany w kolegiacie łowickiej.